# Мартін Сенсмеєр
Ма́ртін Сенсме́єр (англ. Martin Sensmeier; нар. 27 червня 1985) ― американський актор, нащадок представників корінного населення Аляски, що належить до тлінгітів та коюконів-атабасканів. Відомий завдяки ролі у фільмі «Чудова сімка».

## Життя і кар'єра
Мартін народився в Анкориджі, в родині Раймонда та Єви Сенсмейерів, але виховувався в Якутаті. Його батько змішаного німецько тлінгітського походження а мати ― коюкон-атабасканка з Рубі на річці Юкон. Дідусь Мартіна по батькові, Гілберт Майкл Сенсмейер, німецького походження, народився в штаті Індіана.
Він розпочав свою професійну кар’єру зварником, потім працював на нафтовій вишці Doyon Drilling. Зрештою він відмовився від ідеї розбудовувати акторську кар'єру в Лос-Анджелесі. Мартін почав працювати професійною моделлю. Його першим повнометражним фільмом став науково-фантастичний трилер «Зустріч», який ще не вийшов на екрани. Він знявся у головній ролі у повнометражному фільмі 2016 року «Чудова сімка», як один із «сімки».
У 2017 році Мартіна було обрано на головну роль у біографічному фільмі «Фермер Чикасо» про Монфорда Джонсона. Сенсмейер у 2018 році приєднався до акторського складу у другому сезоні телесеріалу HBO «Край «Дикий Захід», у повторюваній ролі Вонатона.
У 2020 році він взяв на себе роль шефа Едді в оригінальній англійській версії відеоігри «Tell Me Why» від Dontnod Entertainment. Дія гри відбувається на Алясці, а персонаж належить до корінного народу тлінгітів, як і сам Мартін.

## Особисте життя
Сенсмейер є членом Native Wellness Institute, молодіжної адвокатської групи, і пишається своїм походженням від корінних мешканців Аляски.
У січні 2020 року Мартін та Кагара Годжес оголосили, що чекають первістка.

## Фільмографія
| Рік       |    | Українська назва          | Оригінальна назва            | Роль                                      |
| --------- | -- | ------------------------- | ---------------------------- | ----------------------------------------- |
| 2014      | кф |                           | K'ina Kil: The Slaver's Son  | Тінтах                                    |
| 2014      | с  | Салем                     | Salem                        | Mohawk (3 епізоди)                        |
| 2016      | с  | Край «Дикий Захід»        | Westworld                    | тубільський воїн (Епізод: "The Original") |
| 2016      | ф  | Чудова сімка              | The Magnificent Seven        | Червоний Жнивар                           |
| 2017      | ф  | Вітряна ріка              | Wind River                   | Чіп Генсон                                |
| 2018      | ф  | Вище неба                 | Beyond the Sky               | Кайл Блекберн                             |
| 2018      | с  | Край «Дикий Захід»        | Westworld                    | Ванахтон (4 епізоди)                      |
| 2019      | с  | Єллоустоун                | Yellowstone                  | Мартін (4 епізоди)                        |
| 2020      | с  | ФБР: Найбільш розшукувані | FBI: Most Wanted             | Реджинальд Вотерс (Епізод: "Ghosts")      |
| 2020      | с  |                           | The Liberator                | Семюел Колдфут (4 епізоди)                |
| 2021      | ф  | Льодовий дрифт            | The Ice Road                 | Коді                                      |
| 2021      | с  | Разерфорд Фоллз           | Rutherford Falls             | Рей (2 епізоди)                           |
| 2022      | с  | 1883                      | 1883                         | Сем (3 епізоди)                           |
| 2022—2023 | с  | Ла Бреа                   | La Brea                      | Таамет (5 епізодів)                       |
| 2022      | ф  | Дев'ять життів            | 9 Bullets                    | Едді                                      |
| 2023      | ф  |                           | Frybread Face and Me         | Марвін                                    |
|           | ф  | Вітряна ріка 2            | Wind River: The Next Chapter | Чіп Генсон                                |